# Sullivan, Illinois
Sullivan är administrativ huvudort i Moultrie County i Illinois. Orten har fått sitt namn efter militären John Sullivan. Enligt 2020 års folkräkning hade Sullivan 4 413 invånare.